# Pataria

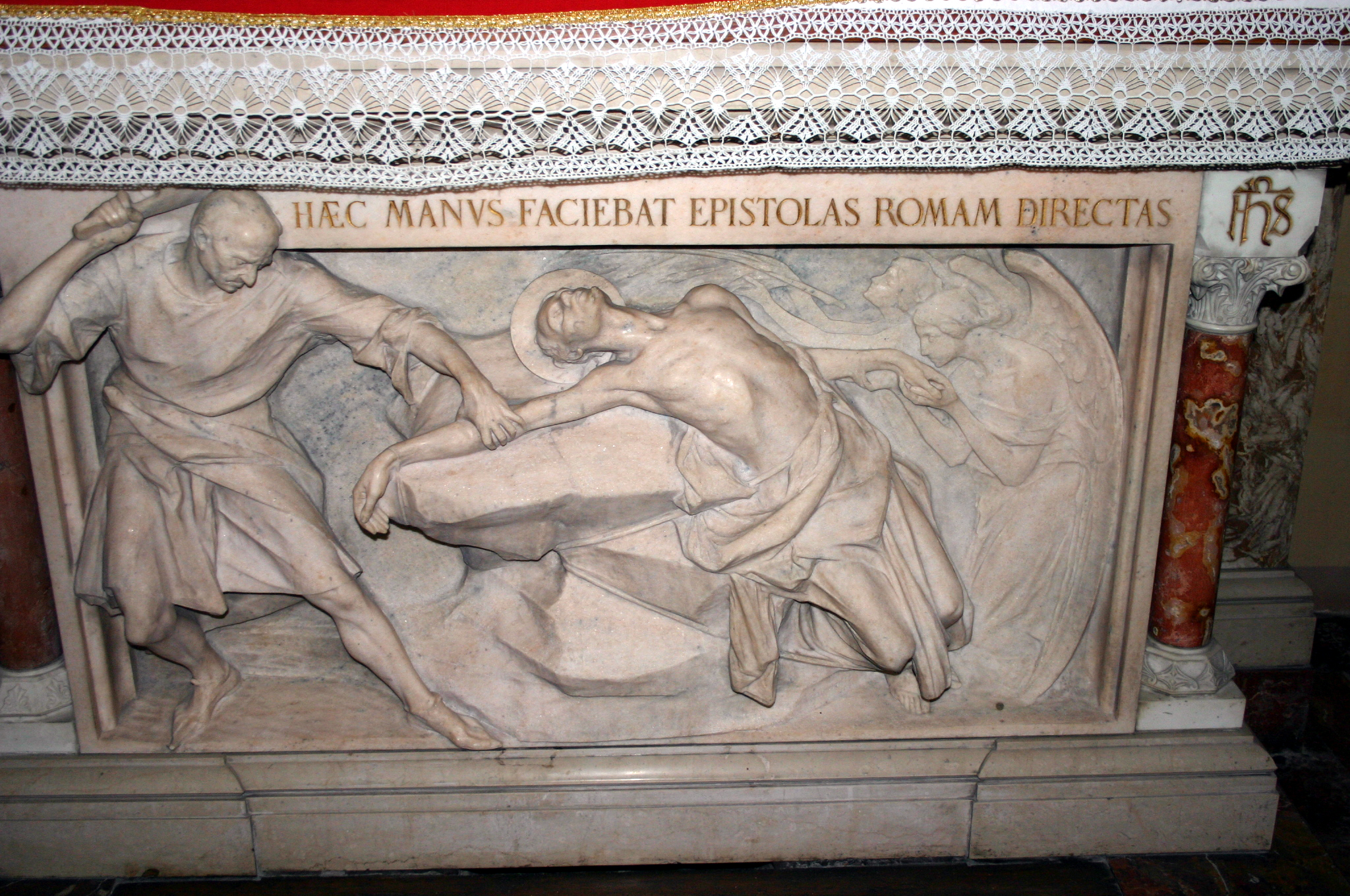
O assassinato do diácono Arialdo, líder da pataria

A pataria foi um movimento social e religioso que ocorreu em meados do século XI. Os envolvidos no movimento foram chamados Patarini (também patarinos ou patarenes, do singular patarino), um termo pejorativo empregado, inicialmente, pelos seus adversários. Os patarinos lutaram contra o arcebispo Guido de Velate, nomeado pelo Imperador Henrique III do Sacro Império Romano-Germânico.

## Etimologia
Existem diferentes interpretações sobre o sentido e a etimologia do termo:
- Segundo o cronista de Arnolfo de Milão, o termo teria origem na palavra grega: πάθος (pàthos), no sentido de "perturbação" e, portanto, os patarinos teriam sido "perturbadores" da ordem;
- Segundo o Imperador Frederico II do Sacro Império Romano-Germânico, o termo também teria origem na palavra grega Pathos, no sentido de definir aqueles que estão "prontos" para o sacrifício, do mesmo modo que os mártires que enfrentaram o martírio pela fé católica;[1]
- Segundo Pedro de Vaucernay, a origem da palavra teria relação com a oração de "Pater Noster" (Pai Nosso) que era repetida obsessivamente pelos integrantes daquele movimento[2]

## Histórico

### Preâmbulo
Após a morte do Arcebispo Ariberto de Intimiano, a população de Milão indicou quatro candidatos para sucedê-lo: Arialdo; Landolfo; Anselmo de Baggio (que futuramente seria o Papa Alexandre II) e Attone. No entanto, em julho de 1045, o escolhido por Henrique III foi Guido de Velate. Ressalte-se que nessa época os Imperadores escolhiam os bispos no Sacro Império Romano Germânico (vide Questão das Investiduras).
Guido se oporia aos princípios do que, mais tarde, viria a ser a reforma gregoriana. Em outras palavras, ele defendia a supremacia do poder imperial sobre o espiritual do papa. Isso criou o descontentamento social e espiritual de grande parte dos milaneses que resultou em uma rebelião contra o arcebispo, a quem acusavam de simonia.
Inicialmente, os Patarinis boicotavam as cerimônias religiosas celebradas por padres casados ou que viviam com concubinas e denunciavam práticas de simonia.
O Papa Leão IX (1049-1054), já reconhecia a necessidade de reformas da Igreja, e se pronunciou contra a simonia e o concubinato de integrantes do clero.

### Entre 1056 e 1066
Em 1056, Arialdo um diácono que fora indicada à arcebispo de Milão após a morte de Ariberto de Intimiano, iniciou, em Varese, uma campanha de pregação contra os males da Igreja e os erros do clero.
Depois, Arialdo mudou-se para Milão, onde, em seus sermões, insistia que os sacerdotes deveriam ser imitadores perfeitos de Jesus Cristo para levar a luz da fé aos leigos. Desse modo, tendo costumes corruptos eles não podiam mais ser considerados um meio da palavra divina. Nesse contexto, Arialdo quis impor ao clero milanês a assinatura de um documento no qual, esse clero se comprometeria a viver em celibato.
Diante da pressão exercida por Arialdo, o clero comum de Milão enviou uma delegação ao Papa Estêvão IX (1057-1058) para informá-lo do que estava acontecendo na cidade.
O Papa preferiu não defender o celibato de todo o clero, defendendo o direito dos padres legitimamente casados de continuarem no clero.
Foi decidida a realização um Sínodo, no qual Arialdo e Landolfo Cotta foram excomungados, em 1057.
Landolfo Cotta tentou apresentar a posição dos patarinos milaneses ao Papa Estêvão IX, entretanto, agentes do arcebispo o emboscaram e quase o mataram em Piacenza.
A partir desse momento, Arialdo desencadeou uma revolta contra Guido, principalmente nas cidades vizinhas subordinadas à Milão. Os seguidores de Arialdo, que se autodenominavam "os fiéis", enquanto que os partidários de Guido, os denominavam como "patarini".
Os partidários de Arialdo expulsaram os escolhidos por Guido como abades em dois monatérios próximos a Milão.
A maior parte dos integrantes do clero de Milão se opunha à Arialdo, pois eram contrários à maior interferência de Roma sobre a Arquidiocese de Milão.
Em 1059, Guido da Velate foi chamado a exonerar-se antes de um sínodo convocado pelo Papa Nicolau II (1059-1061).
O Papa Nicolau II enviou uma delegação para Milão para entender a situação, formada por Ildebrando de Soana, que futuramente seria o Papa  Gregório VII) e Anselmo de Baggio, que fora um dos candidatos à sucessão de Ariberto de Intimiano indicados pelo povo de Milão.
Em 1060, foi enviada um nova delegação, formada por Anselmo de Baggio e Pedro Damião. Essa nova comissão apoiou as reivindicações dos patarinos, forçando Guido a emitir um documento condenando a simonia e o nicolaísmo (ordenação de padres casados).
Por outro lado, a comissão não endossou algumas das posições de Arialdo que rejeitava a validade dos sacramentos administrados por padres indignos. Desse modo, buscou uma solução conciliatória que preservasse a hierarquia local.
Em 30 de setembro de 1061, Anselmo de Baggio foi eleito Papa (Papa Alexandre II 1061-1073) e, em 1066, excomungou o arcebispo Guido.

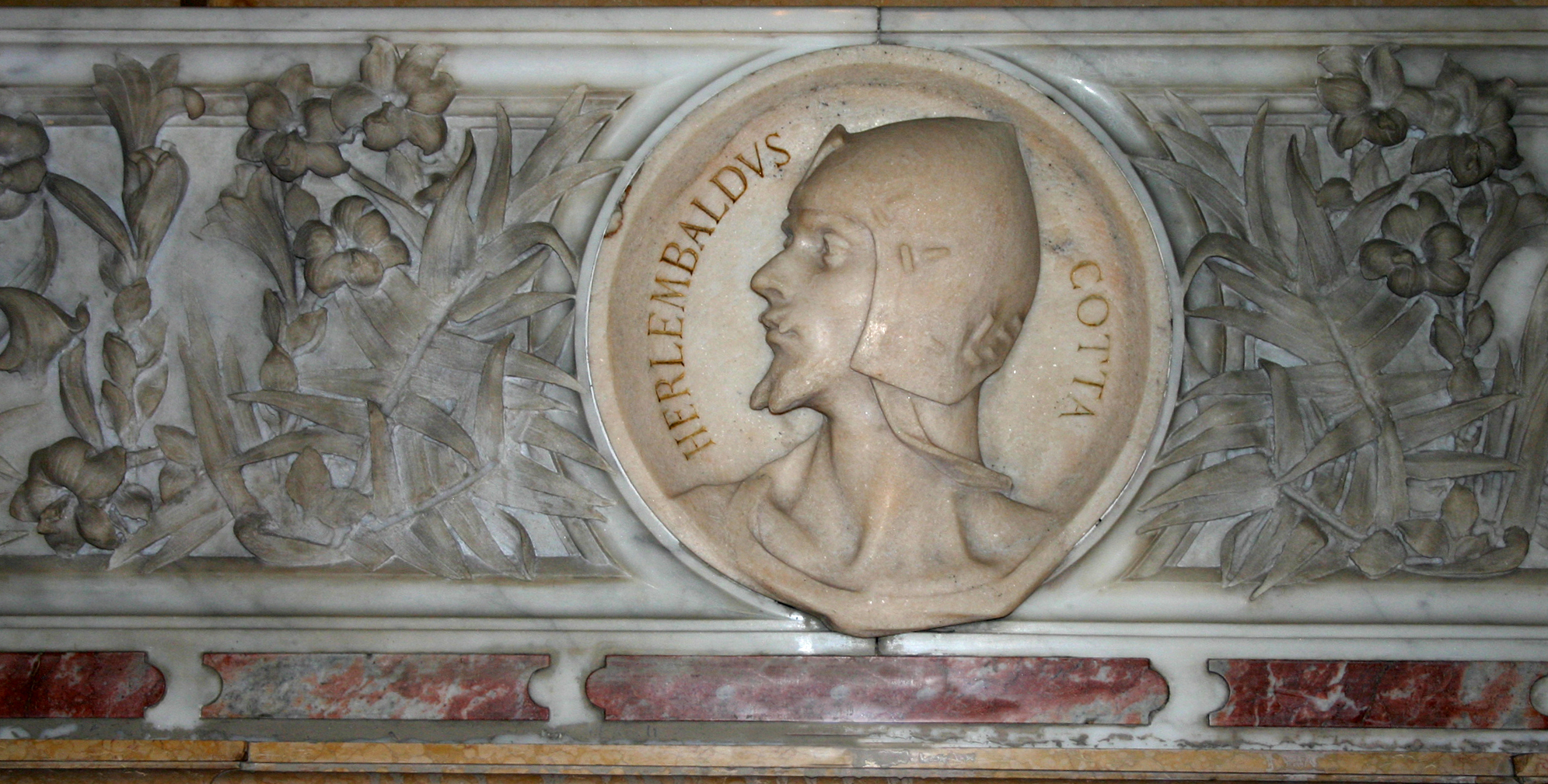
Erlembaldo, irmão de Landolfo

### Entre 1066 e 1071
Guido, que contava com apoio do Imperador, rejeitou a excomunhão e acusou os patarinos de quererem destruir a autonomia da Igreja milanesa, sujeitando-a à romana.
No verão de 1067, os delegados papais Mainardo de Silvacandida e Giovanni Minuto foram a Milão. Nesse contexto, a descoberta do cadáver de Arialdo, em 3 de maio de 1067, fortaleceu a oposição à Guido.
Diante das inquietações, os representantes do Papa elaboraram um documento (Constitutiones Mediolanenses) que deveria ser uma tentativa de mediação acabou desagradando os patarins, pois apesar de condenar a simonia e o casamento dos padres, não ofereceu instrumentos eficazes de controle do clero pelo leigos.
Anselmo da Baggio, quando se tornou o Papa Alexandre II, concedeu a Erlembaldo Cotta, irmão de Landolfo, a Bandeira de São Pedro, o que fortaleceu os patarinos.
Em 1067, Guido considerado o mandante do homicídio de Arialdo, foi obrigado a se exonerar, mas conseguiu com que o Imperador Henrique IV do Sacro Império Romano-Germânico, indicasse Gotifredo de Castiglione como seu sucessor, o que não foi bem aceito pelos patarins.
Gotifredo refugiou-se em seu castelo em Castiglione Olona.
Em janeiro de 1071, após mais de três anos de confrontos no campo, Erlembaldo liderou uma força de cidadãos em armas contra Gotifredo e o cercou em Castiglione, mas também por causa de um incêndio que devastou Milão em março daquele ano, os sitiantes foram repelidos.
Em 23 de agosto de 1071, Guido morreu e os milaneses se reuniram em uma assembléia cívica que indicou Attone para o cargo de arcebispo, que foi ordenado pelo Papa Alexandre II e não por Henrique IV, como era a prática da época.
Nesse contexto, os adversários dos pataris iniciaram uma forte campanha contra Attone, que fugiu para Roma e não retornou a Milão.

### A partir de 1072
Em março de 1072, o Papa Alexandre II excomungou Gotifredo.
Em 21 de abril de 1073 , Alexandre II morreu e foi sucedido por seu secretário Ildebrando da Soana, que seria o Papa Gregório VII (1073-1085). Aproveitando a confusão ocasionada pela sucessão papal, Gotifredo iniciou, com o apoio militar de Henrique IV, uma campanha para conquistar territórios ao norte de Milão, na qual ocupou a fortaleza de Brebbia, onde se instalou.
Em 1075, após a morte de Gotifredo, Henrique IV indicou Teobaldo como novo arcebispo que governaria a Igreja em Milão até 1085, apesar de não ter sido aceito pelo Papa Gregório VII.
Em 25 de maio de 1085, morreram Teobaldo e Gregório VII.
Em 1º de julho de 1086, Henrique IV indicou Anselmo como novo arcebispo de Milão, que, em 1088, seria reconhecido pelo Papa Urbano II (1088-1099), pondo fim ao cisma entre a Arquidiocese de Milão e a Santa Sé. Essa reconciliação enfraqueceria definitivamente o movimento dos patarinos.
Um século depois, os cátaros também acabariam por receber a denominação pejorativa de "patarinos", termo que se tornou, para todos os efeitos, sinônimo de "hereges".